# انحسار الجليد الهولوسيني
انحسار الجليد الهولوسيني (بالإنجليزية: Holocene glacial retreat)‏، وهي ظاهرة جغرافية شملت انحسار عالمي للجليد ([[انحسار جليدي
الانحسار الجليدي]]) التي تقدمت من قبل خلال الذروة الجليدية الأخيرة. بدأ تراجع الغطاء الجليدي منذ حوالي 19,000 عام وتسارع بعد حوالي 15,000 عام. وقد أدى حلول لهولوسيني، الذي بدأ بالاحترار المفاجئ منذ 11700 عام إلى ذوبان سريع للغطاء الجليدي المتبقي في أمريكا الشمالية وأوروبا.